# Betsele
Betsele, småort i Lycksele kommun. Orten ligger 8 kilometer nordväst om Lycksele längs med E12, mellan tvärbanan Storuman-Hällnäs och södra sidan av Umeälven. Nedströms älven ligger Betsele kraftstation från 1960-talet och 3 kilometer nordväst om Betsele ligger Bålforsens naturreservat.

## Befolkningsutveckling
| Befolkningsutvecklingen i Betsele 1990–2015 | Befolkningsutvecklingen i Betsele 1990–2015 | Befolkningsutvecklingen i Betsele 1990–2015 | Befolkningsutvecklingen i Betsele 1990–2015 | Befolkningsutvecklingen i Betsele 1990–2015 |
| ------------------------------------------- | ------------------------------------------- | ------------------------------------------- | ------------------------------------------- | ------------------------------------------- |
|                                             |                                             |                                             |                                             |                                             |
| År                                          |                                             |                                             | Folkmängd                                   | Areal (ha)                                  |
| 1990                                        | 1990                                        |                                             | 74                                          | 17#                                         |
| 1995                                        | 1995                                        |                                             | 74                                          | 18#                                         |
| 2000                                        | 2000                                        |                                             | 69                                          | 18#                                         |
| 2005                                        | 2005                                        |                                             | 62                                          | 18#                                         |
| 2010                                        | 2010                                        |                                             | 62                                          | 18#                                         |
| 2015                                        | 2015                                        |                                             | 77                                          | 27#                                         |
| Anm.: # Som småort.                         |                                             |                                             |                                             |                                             |